# Maksim Oreškin
Maksim Stanislavovič Oreškin (in russo Максим Станиславович Орешкин?; Mosca, 21 luglio 1982) è un economista e politico russo, dal gennaio 2020 consigliere economico del presidente della Russia, Vladimir Putin, dopo essere stato Ministro dello Sviluppo Economico dal novembre 2016 al gennaio 2020. Ha il grado civile di Consigliere di Stato effettivo della Federazione Russa di 1ª classe.
Presidente della squadra di calcio del CSKA Mosca dall'8 maggio 2020,  è stato incluso negli elenchi delle sanzioni statunitensi a causa dell'invasione russa dell'Ucraina.

## Biografia
Maksim Oreškin è nato nel luglio 1982 a Mosca. Nel 2002 ha conseguito la laurea triennale e nel 2004 il master della scuola superiore di economia.
Da aprile 2002 a giugno 2006 è stato economista e capo economista del settore del dipartimento del dipartimento della bilancia dei pagamenti della Banca di Mosca. Da giugno 2006 a luglio 2010 è stato direttore di Rosbank. Da luglio 2010 a giugno 2012 capo dell'unità analitica di CJSC Crédit Agricole  Corporate and Investment Bank per la Russia e la CSI. Da giugno 2012 ad agosto 2013 è stato capo economista per la Russia presso CJSC VTB Capital.
Da settembre 2013 al 3 maggio 2015 ha coperto il ruolo di Direttore del Dipartimento di pianificazione strategica a lungo termine del Ministero delle finanze russo. Nel 2013 è stato inserito nella riserva del personale direttivo sotto il patrocinio del Presidente della Russia. Dal 3 maggio 2015 al 30 novembre 2016 è stato Vice Ministro delle finanze della Russia. Si è occupato di questioni macroeconomiche controllate nella parte di bilancio, analisi dei rischi nel sistema di bilancio, valutazione e previsione del reddito, problemi di politica monetaria.
Dal 30 novembre 2016 al 21 gennaio 2020 è stato nominato Ministro dello sviluppo economico della Russia (dal 15 gennaio al 21 gennaio 2020 Ministro ad interim a causa del fatto che il governo di Dmitrij Medvedev era stato destituito).
Dal 14 marzo 2017 al 12 maggio 2020 è stato rappresentante speciale del Presidente russo per il commercio e la cooperazione economica con il Giappone. Il 29 gennaio 2018 il Dipartimento del Tesoro degli Stati Uniti lo ha inserito nel “Rapporto del Cremlino”, che elenca le figure politiche più significative (114 persone) e gli “oligarchi” (96 persone) della Federazione Russa.
Il 19 novembre 2018, Maksim Oreškin è diventato presidente del consiglio del Centro per la Ricerca Strategica.
Il 24 gennaio 2020 è stato nominato assistente economico del presidente russo Vladimir Putin. L'8 maggio 2020 è stato a capo del consiglio di amministrazione della squadra di calcio del CSKA Mosca.
Secondo l'agenzia Bloomberg, nel 2022 Maksim Oreškin è stato l'autore dell'idea di trasferire i pagamenti per il gas russo in rubli con un certo numero di Paesi stranieri.